# Elisa Ferreira
Elisa Maria da Costa Guimarães Ferreira (født 17. oktober 1955 i Porto) er en portugisisk politiker og økonom, der har fungeret som EU-kommissær for samhørighed og reformer i von der Leyen-kommissionen siden 2019. Hun var tidligere virket som viceguvernør i Bank of Portugal fra 2016 til 2019. Hun var medlem af Europa-Parlamentet (MEP) valgt for Socialist Parti i Portugal og medlem af Gruppen af Socialister og Demokrater (S&D) i Europa-Parlamentet mellem 2004 og 2016. I 2019 blev hun valgt af Portugal til at fungere som EU-kommissær.

## Politisk karriere

### Medlem af den portugisiske regering, 1995-2002
Ferreira fungerede som miljøminister (1995-1999) og som minister for planlægning (1999-2001) i António Guterres' regering.

### Medlem af Portugals parlament, 2002-2004
hun blev valgt til Portugals parlament ved parlamentsvalget i 2002 hvor højrefløjen vandt og José Manuel Barroso overtog posten premierministerposten fra Guterres.

### Medlem af Europa-Parlamentet, 2004-2016
Ferreira var medlem af Europa-Parlamentet fra valget til Europa-Parlamentet i 2004 indtil hendes fratrædelse i 2016. I hele sin tid i parlamentet fungerede hun som medlem af Økonomi- og Valutaudvalget. I denne egenskab udarbejdede hun udvalgets initiativbetænkning om tættere koordinering af de økonomiske politikker, der opfordrer Den Europæiske Centralbank (ECB) til at få beføjelser til at overvåge "finansiel stabilitet i euroområdet" og inddrages "i EU-dækkende makroprudentielt tilsyn med systematisk vigtige finansielle institutioner.” Hun var også ansvarlig for parlamentets rapport om den makroøkonomiske ubalanceprocedure i 2011 og ledede parlamentets arbejde med den fælles resolutionsmekanisme (SRM) i 2013.
I 2012 var Ferreira en del af Socialister og Demokraters (S&D) "alternative eksperttrojka" der blev sendt til Grækenland for at vurdere, hvilke foranstaltninger der kunne laves for at tilskynde jobvækst.
Ud over sine udvalgsopgaver var Ferreira medlem af Europa-Parlamentets intergruppe om langsigtede investeringer og genindustrialisering.  Hun repræsenterede også parlamentet ved FN's klimakonference i 2007 på Bali og FN's klimakonference i 2008 i Poznań.

### Portugals Bank 2016-2019
I juni 2016 trak Elisa Ferreira sig fra Europa-Parlamentet efter at hun blev indstillet af den portugisiske regering til at være medlem af bestyrelsen for Portugals centralbank.

### Europa-kommissær fra 2019
Den 27. august 2019 offentliggjorde premierminister António Costa at Ferreira var blevet nomineret som den portugisiske kommissær i Ursula von der Leyens EU-kommission der skulle tiltræde den 1. november 2019. Hun blev den første portugisiske kvinde, der blev nomineret til kommissær.